# Indywidualne Mistrzostwa Polski w Zapasach 1981

## Mistrzostwa Polski w Zapasach1981

### Mężczyźni
- styl wolny

34. Mistrzostwa Polski – x – x 1981, Poznań
- styl klasyczny

51. Mistrzostwa Polski – x – x 1981, Racibórz

## Medaliści

### Mężczyźni

#### Styl wolny
| Kategoria:   | Złoto:                           | Srebro:                              | Brąz:                                 |
| 48 kg        | Jan Falandys Stal Rzeszów        | Jacek Chęć Włodawianka Włodawa       | Piotr Mrochem Slavia Ruda Śląska      |
| 52 kg        | Władysław Olejnik Lotnik Wrocław | Zbigniew Gontarek ŁKS Łódź           | Roman Ratayczyk LKS Ceramik Krotoszyn |
| 57 kg        | Władysław Stecyk Grunwald Poznań | Wiesław Kończak Lotnik Wrocław       | Andrzej Jędryjas Stal Rzeszów         |
| 62 kg        | Bogdan Szulc Grunwald Poznań     | Marek Maćkowiak Grunwald Poznań      | Mirosław Skrzypkowski Stal Rzeszów    |
| 68 kg        | Stanisław Chiliński Plon Milicz  | Krzysztof Pobłocki GKS Tychy         | Jan Szymański Gwardia Warszawa        |
| 74 kg        | Ryszard Ścigalski Budowlani Łódź | Krzysztof Wójtowiec Gwardia Warszawa | Krzysztof Nagoński Stal Rzeszów       |
| 82 kg        | Jan Górski GKS Tychy             | Leszek Ciota Gwardia Warszawa        | Władysław Dziura Slavia Ruda Śląska   |
| 90 kg        | Andrzej Patalong GKS Tychy       | Jan Szelągiewicz Grunwald Poznań     | Ryszard Wacnik Stal Rzeszów           |
| 100 kg       | Tomasz Busse ŁKS Łódź            | Jerzy Kachniarz Gwardia Warszawa     | Witold Filipczyński ŁKS Łódź          |
| ponad 100 kg | Adam Sandurski Stal Rzeszów      | Ryszard Długosz Stal Rzeszów         | Grzegorz Kot Iskra-ZWUD Warszawa      |

#### Styl klasyczny
| Kategoria:   | Złoto:                                    | Srebro:                             | Brąz:                                  |
| 48 kg        | Ryszard Szyper GKS Katowice               | Krzysztof Mudrecki Unia Racibórz    | Aleksander Zajączkowski Unia Racibórz  |
| 52 kg        | Roman Kierpacz GKS Katowice               | Stanisław Wróblewski Siła Mysłowice | Bogusław Klozik GKS Katowice           |
| 57 kg        | Józef Wojciechowski Wisłoka Stomil Dębica | Krzysztof Jędryka Śląsk Wrocław     | Piotr Szczeponiok GKS Katowice         |
| 62 kg        | Józef Lipień Wisłoka Stomil Dębica        | Józef Raczek Siła Mysłowice         | Władysław Pakuszewski Pafawag Wrocław  |
| 68 kg        | Stanisław Barej Legia Warszawa            | Jerzy Kałużny Śląsk Wrocław         | Kazimierz Lipień Wisłoka Stomil Dębica |
| 74 kg        | Wiesław Dziadura Legia Warszawa           | Jerzy Kopański GKS Katowice         | Kazimierz Prościński Cement Gryf Chełm |
| 82 kg        | Andrzej Supron GKS Katowice               | Andrzej Ersetic Unia Racibórz       | Czesław Ceynowa Spójnia Gdańsk         |
| 90 kg        | Bogusław Dąbrowski Zagłębie Wałbrzych     | Jan Strzałkowski Siła Mysłowice     | Bogdan Merkel Unia Racibórz            |
| 100 kg       | Roman Wrocławski Wisłoka Stomil Dębica    | Jan Kurzaj Pafawag Wrocław          | Jerzy Choromański GKS Katowice         |
| ponad 100 kg | Marek Galiński Pafawag Wrocław            | Henryk Tomanek GKS Katowice         | Bogusław Marciniak Skra Warszawa       |